# Konfrontationsrecht
Das Konfrontationsrecht ist im Strafprozess das Recht des Angeklagten auf Heranziehung und Befragung von Zeugen. Grundlage ist Art. 6 III lit. d EMRK. Das aus anglo-amerikanischen Rechtsvorstellungen eines kontradiktorischen Strafprozesses stammende Konfrontationsrecht soll gewährleisten, dass Belastungszeugen nicht alleine von den Strafverfolgungsbehörden vernommen werden, sondern unmittelbar auch von dem Angeklagten befragt werden können. Das Konfrontationsrecht zielt nach dem Grundsatz der Waffengleichheit darauf ab, dem Angeklagten in allen Stadien des Strafverfahrens über im deutschen Strafprozessrecht verankerte Frage- und Anwesenheitsrechte sowie dem vorrangig der Zuverlässigkeit der Beweisgewinnung dienenden Grundsatz der Unmittelbarkeit hinaus einen Anspruch auf Beweisteilhabe zu gewähren. Zeuge i. S. d. Konfrontationsrechts ist jeder, dessen Aussage vor Gericht als Beweismittel zur Entscheidungsfindung verwendet wird, unabhängig davon, ob sie vor Gericht oder außerhalb des Gerichts oder von einem Mitbeschuldigten gemacht wurde. Die unbeeinflusste Ausübung des Schweigerechts des Mitangeklagten gegenüber Fragen der Verteidiger des anderen Angeklagten ist jedoch vom Gericht zu respektieren.